# یوکا سوگاساوا
یوکا سوگاساوا (انگلیسی: Yuika Sugasawa؛ زادهٔ ۵ اکتبر ۱۹۹۰) بازیکن فوتبال است که در تیم ملی فوتبال زنان ژاپن بازی کرده‌است.